# Département de Junín (Mendoza)
Pour les articles homonymes, voir Junin.
Le département de Junín est une des 18 subdivisions de la province de Mendoza, en Argentine. Son chef-lieu est la ville de Junín.
Le département a une superficie de 263 km2. Il comptait 35 045 habitants en 2001. Sa population était estimée à 38 871 habitants en 2007.

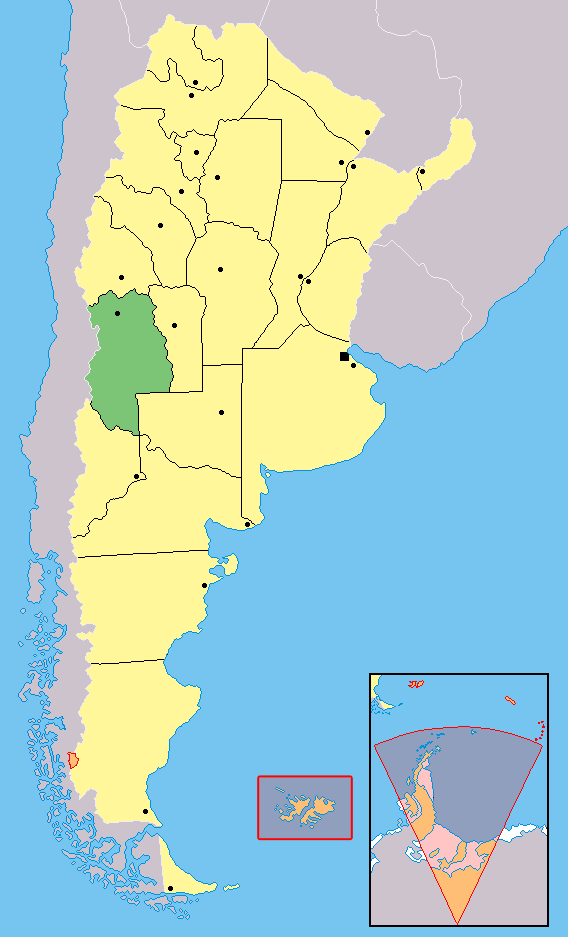
Localisation de la province de Mendoza en Argentine